# Lúcia Moniz

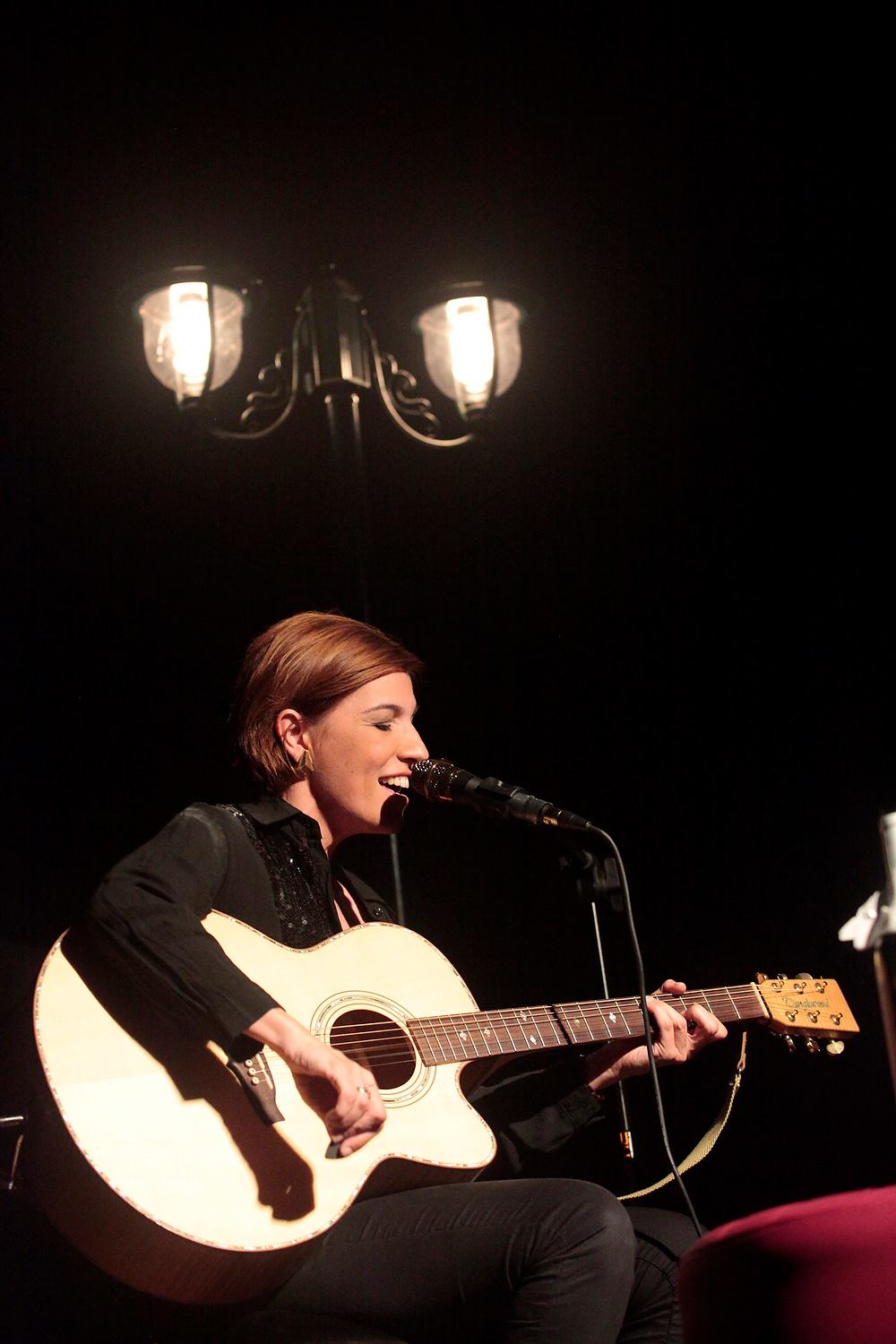
Lúcia Moniz live (2014)

Ana Lúcia Pereira Moniz (* 9. September 1976 in Lissabon) ist eine portugiesische Sängerin und Schauspielerin.

## Leben und Karriere
Lúcia Moniz wurde 1976 in Lissabon als Tochter des portugiesischen Schauspielers Carlos Alberto Moniz und Marie do Amparo Pereira geboren. Sie hat eine jüngere Schwester, die Schauspielerin Sara Moniz, und einen Halbbruder. Sie besuchte von 1990 bis 1991 die Music Academy de Santa Cecilia. Später ging sie in die USA nach Minnesota an die Eden Prairie High School. Hier erhielt sie einen Preis für die beste Komponistin an der Schule. 1996 erreichte sie beim Eurovision Song Contest in Oslo den sechsten Platz für Portugal. Obwohl dies die bisher zweitbeste Platzierung für ihr Heimatland war, blieb das Lied O meu coração não tém cor in Portugal vergleichsweise unbekannt.
Nach ihrer Eurovisionsteilnahme machte sie Karriere am Theater und in Telenovelas und anderen Fernsehserien (darunter Bem-vindo a Beirais 2013 und ihre Hauptrolle in der RTP-Abendserie Solteira e Boa Rapariga 2019), aber auch in Rollen in portugiesischen Filmproduktionen. In der britischen Liebeskomödie Tatsächlich… Liebe spielte sie 2003 an der Seite von Colin Firth und es folgten weitere Nebenrollen in gelegentlichen internationalen Produktionen.
1999 veröffentlichte Moniz ihr erstes Album Magnólia, welches englische und portugiesische Popsongs enthält. Diese haben musikalisch keine Ähnlichkeit zu ihrem beim Eurovision Song Contest vorgebrachten Lied. Es folgten die Alben 67 (2002, produziert von Nuno Bettencourt), Leva-me P´ra Casa (2005) und Fio de Luz (2011). Ihre Singles Leve beijo triste (bis auf Platz 16, in der 22. Woche 2008) und A wish (keep fighting) (Platz 12 in der 2. Woche 2008) hielten sich mehrere Wochen in den portugiesischen Charts.
Lúcia ist nach wie vor als Schauspielerin und Sängerin tätig. In Portugal ist sie in beiden Tätigkeiten bekannt.
Moniz hat aus der mittlerweile beendeten Beziehung mit dem Musiker Donovan Bettencourt eine im Juni 2004 geborene Tochter.

## Film und Fernsehen (Auswahl)
- 1996: Sehnsucht nach der Zukunft (Saudades do Futuro, Fernsehfilm)
- 1997: Die Große Wette (A Grande Aposta, Fernsehserie)
- 1998: Mutter Erde (Terra Mae, Fernsehserie)
- 2000: Ajuste de Contas (Fernsehserie)
- 2000: Alves dos Reis (TV-Miniserie, 3 Folgen)
- 2002: Saber Amar (Fernsehserie)
- 2003: Tatsächlich… Liebe (Love Actually)
- 2005: El Sueno de una Noche de San Juan (Midsummer Dream, Synchronstimme)
- 2005: 29 Golpes (Kurzfilm)
- 2005: ABC da Mulher (Fernsehfilm)
- 2006: Eine eigene Liebe (Um Amor Próprio)
- 2006: Aqui nao há Quém viva (Fernsehserie, 6 Folgen)
- 2007: Vingança (Fernsehserie, 82 Folgen)
- 2009: Second Life
- 2013: Bem-Vindos a Beirais (Telenovela, 192 Folgen)
- 2014: The Right Juice
- 2016: Refrigerantes e Canções de Amor
- 2017: Red Nose Day Actually (Kurzfilm)
- 2019: Solteira e Boa Rapariga (RTP-Fernsehserie, 26 Folgen, Hauptrolle)
- 2020: Das Wunder von Fatima – Moment der Hoffnung (Fatima)
- 2020: Listen
- 2020–2021: Crónica dos Bons Malandros (RTP-Fernsehserie, 2 Folgen)
- 2021: Sombra (2022 auch TV-Mehrteiler)
- 2022: Operation Marea Negra (Fernsehserie)
- 2024: Lost in Fuseta – Spur der Schatten (Fernsehfilm)

## Diskografie

### Alben
- 2011: Fio de Luz
- 2005: Leva-me pra casa
- 2002: 67
- 1999: Magnólia

### Singles
- 2011: Play a sound to me
- 2011: O que houver de ti
- 2008: Leve beijo triste
- 2008: A wish (keep fighting)
- 2005: Leva me pra casa
- 2005: Chuva
- 2002: Pensa em Mim
- 2002: Sou como a noite
- 2002: Asas na Mão
- 2000: A vida segue lá fora
- 2000: Perdida por ti
- 2000: Try again
- 1999: Dizer que não